# Соломонова династія

Імператорський герб

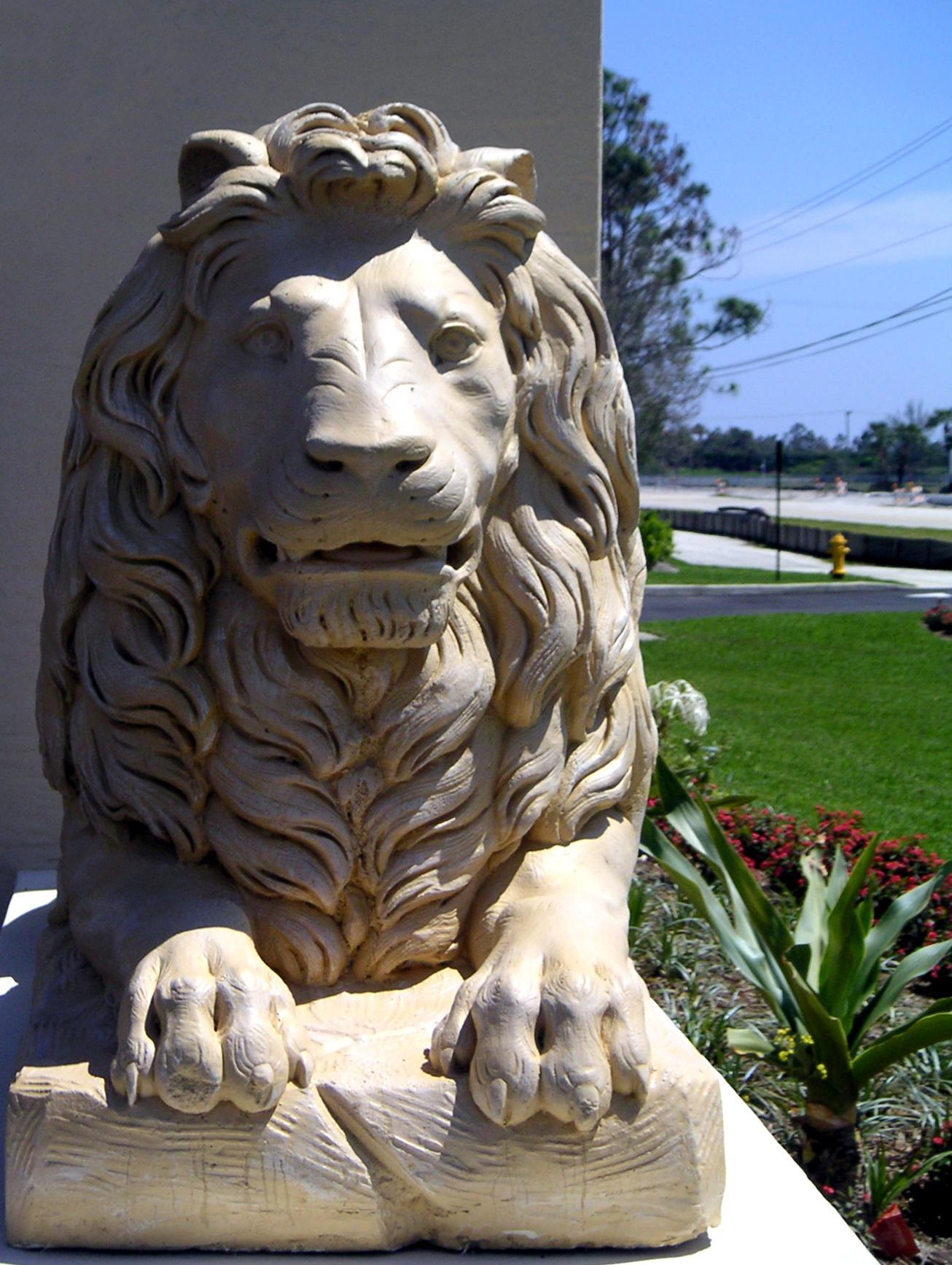
Лев Юди

Соломонова династія — імператорська династія, що правила Ефіопією упродовж багатьох століть і, відповідно до легенди, походила від Менеліка, сина ізраїльського царя Соломона й цариці Савської, що народився за рік після відвідання царицею Єрусалима.

## Історія
Соломонова династія негусів прийшла до влади в Ефіопії 10 серпня 1270 року після повалення Єкуно Амлаком династії Загве. Його претензії на престол базувались на походженні від царської династії Аксуму, яку було усунуто від влади представниками династії Загве. Його підтримала Ефіопська церква.
Територія, яка традиційно підтримувала представників Соломонової династії — гірські райони у центральній частині Ефіопії. Упродовж кількох століть об'єднувальної політики правителів межі імперії розширились до кордону з Суданом на півночі та заході, до узбережжя Червоного моря й Аденської затоки на сході й до кордонів сучасної Кенії на півдні. Східні та південні райони сучасної Ефіопії були приєднані до неї за останні 200 років імператорами Менеліком II і Хайле Селассіє. Частина територій у центрі й на сході були завойовані імператором Амда Сейоном I. У той же час Ефіопія втратила кілька прикордонних областей в результаті навали військ мусульманського султанату Адал під проводом Ахмеда ібн-Ібрагіма аль-Газі.
Останній ефіопський імператор Хайле Селассіє на батьківщині офіційно визнавався нащадком царя Соломона й цариці Савської у 225 поколінні.
У 1974 в результаті революції Хайле Селассіє був повалений. У країні було проголошено демократичну народну республіку, що орієнтувалася на побудову соціалізму. Багатьох членів імператорської родини було заарештовано, іншим удалось емігрувати.
У 1989 звільнені спочатку всі жінки-представниці колишньої імператорської династії, а в 1990 — чоловіки, більшість з яких одразу ж залишили країну. Надалі з'явилася тенденція до повернення представників Соломонової династії на Батьківщину.
Нині главою Соломонового дому є Зера Якоб, який проживає у Великій Британії, син померлого в 1997 Ами Селассіє й онук Хайле Селассіє.

## Геральдика
Герб імператорів Соломонової династії, що належить роду прямих чоловічих нащадків імператорів, зображує імператорський трон, що має подобу легендарного трону царя Соломона (Левовий трон). По боках від нього стоять два ангели — з мечем і терезами, що символізують імператорську виконавчу й судову владу, та зі скіпетром, що означає могутність властителя. Герб оточений червоною імператорською мантією, прикрашений гілками оливи й увінчаний ефіопською імператорською короною. Перед троном стоїть Лев Юди, символ почесного титулу імператорів Ефіопії. Лев Юди також містився в центрі прапора імператорської Ефіопії.
Девізом Соломонової династії є цитата з Книги Псалмів: «„Ityopia tabetsih edewiha habe Igziabiher“ (Ефіопія простягає свої руки до Господа назустріч)» (Пс. 67,32).